# Marijan Klarica
 Marijan Klarica  (Benkovac, 21. kolovoza 1960.) hrvatski je znanstvenik, liječnik i sveučilišni profesor u trajnome zvanju na Medicinskom fakultetu u Zagrebu. Područje njegovog znanstvenog djelovanja temeljna je medicina - neuroznanost i farmakologija, a uže područje rada farmakologija i Patofiziologija cerebrospinalnog likvora i intrakranijskoga tlaka. Bivši je dekan (2015. – 2021.) i prodekan (2009. – 2015.) Medicinskog fakulteta u Zagrebu. Osim visokih funkcija u sektoru obrazovanja, obnašao je i brojne odgovorne funkcije u zdravstvenom sustavu.

## Biografija
Obrazovanje na Medicinskom fakultetu Sveučilišta u Zagrebu započinje 1979. te završava 1984., dok tijekom 1985. i 1986. odrađuje liječnički staž i polaže liječnički stručni ispit. Na Zavodu za farmakologiju zapošljava se kao stručni suradnik 1985., sudjelujući u održavanju nastave iz farmakologije na Medicinskom fakultetu u Zagrebu te nastave na područnim studijima medicine u Splitu i Osijeku.
Od 1986. do 1987. služi vojni rok, a 1988. završava poslijediplomski studij iz Pretkliničke eksperimentalne farmakologije na Medicinskom fakultetu u Zagrebu te brani magistarski rad pod naslovom „Uloga osmotski aktivnih tvari u regulaciji intrakranijalnog tlaka“, nakon čega je izabran u znanstvenog asistenta u Zavodu za farmakologiju. U razdoblju od 1990. do 1998. koordinator je nastave farmakologije za područni studij u Osijeku. 
Za vrijeme Domovinskoga rata, od 1991. do 1993., radi i u glavnom sanitetskom stožeru Republike Hrvatske, gdje organizira prikupljanje i raspodjelu lijekova i sanitetskog materijala. U tom razdoblju završava doktorski studij obranom disertacije 1992. na temu „Uloga osmolalnosti likvora u patofiziologiji intrakranijalnog tlaka“ te napreduje na poziciju višeg asistenta na Zavodu za farmakologiju. U razdoblju od 1994. do 1995. na postdoktorskom je usavršavanju u Synthelabo Recherche u Francuskoj (Pariz).
Od 1997. do 2002. radi kao docent na Zavodu za farmakologiju Medicinskog fakulteta u Zagrebu, a od 2002. u zvanju je izvanrednog profesora na Zavodu za farmakologiju Medicinskog fakulteta u Zagrebu. Od 1998. na dvije je godine imenovan za v.d. ravnatelja Centra za kliničku primjenu neuroznanosti, a od 2000. na tu je funkciju izabran i vrši ju sve do 2009.  Redoviti profesor na Zavodu za farmakologiju Medicinskog fakulteta u Zagrebu postaje 2007., a od 2012. redoviti je profesor u trajnom zvanju.
Godine 2009. izabran je za prodekana za upravu i poslovanje Medicinskog fakulteta Sveučilišta u Zagrebu, čiju funkciju obnaša u dva mandata, do 2015. Od akademske godine 2012./13. pročelnik je Katedre za farmakologiju i predstojnik Zavoda za farmakologiju Medicinskog fakulteta Sveučilišta u Zagrebu. Nakon funkcije prodekana, od 2015. do 2021., obnaša funkciju dekana Medicinskog fakulteta Sveučilišta u Zagrebu u maksimalnom broju mandata.
Za vrijeme dekanskog mandata, menadžerski vodio je Medicinski fakultet te je uspostavio Centar za planiranje zanimanja u biomedicini i zdravstvu, s ciljem aktivnog utjecaja Fakulteta na buduće zapošljavanje liječnika i sprječavanje odljeva mozgova. Prema inicijalnim istraživanjima, 60 do 70 posto mladih liječnika razmišljalo je o odlasku iz Hrvatske, dok se ta stopa, nakon svega nekoliko godina rada Centra i organizacije Dana liječničkih karijera, smanjila za 20-ak posto.
Široj je javnosti postao poznat nakon razornog zagrebačkog potresa, u kojem je šest od osam fakultetskih zgrada na Šalati bilo teško oštećeno, kada je kao dekan odmah pokrenuo obnovu. U samo dva tjedna od potresa, sanirani su svi krovovi, osposobljene prostorije Zavoda za sudsku medicinu, dok je sva ostala vrijedna oprema premještena u jedinu neoštećenu zgradu. Brzom je reakcijom spriječio puno veće štete koje su mogle nastati nakon drugog petrinjskog potresa, na već oštećenim zgradama. Proaktivno je uključio Medicinski fakultet i u borbu protiv pandemije koronavirusa, gdje je više od 500 studenata volontera započelo aktivno sudjelovati u svakodnevnom radu zdravstvenog sustava, od pozivnog centra, preventivnih aktivnosti, trijaže do uzorkovanja. Pod njegovim vodstvom, Medicinski fakultet u Zagrebu postaje lider po broju objavljenih znanstveno - istraživačkih radova. U ukupnoj znanstvenoj produkciji Republike Hrvatske medicina u to vrijeme pridonosi s oko 20 posto znanstvenih članaka, dok na razini Sveučilišta u Zagrebu to iznosi oko 40 posto, što podrazumijeva publiciranje oko 1200 međunarodno priznatih radova godišnje, odnosno stotinjak mjesečno.

## Nastavna djelatnost
Trideset i pet godina održava sve vidove nastave iz kolegija Farmakologija na Medicinskom fakultetu Sveučilišta u Zagrebu. Na dodiplomskom studiju Medicinskog fakulteta Sveučilišta u Zagrebu sudjeluje s nekoliko predavanja u predmetu „Temelji neuroznanosti“ te u izbornom predmetu  „Tjelesne tekućine, edemi“.
Do sada je vodio 7 poslijediplomskih kolegija:  „Patofiziologija mozga i likvora“ (doktorski studij Biomedicina i zdravstvo Medicinski fakultet Zagreb), „Sudbina lijeka u tijelu“ (stručni poslijediplomski studij iz Kliničke farmakologije i toksikologije), „Lijekovi i mozak“ (sveučilišni interdisciplinarni poslijediplomski znanstveni studij „Jezična komunikacija i kognitivna neuroznanost”),  „Lijekovi, droge i mozak“  te „Patofiziologija mozga i cerebrospinalne tekućine“ (doktorski studij neuroznanosti Medicinski fakultet Zagreb). Održava više predavanja na kolegiju „Metode istraživanja in vitro i in vivo“ te u okviru stručnih poslijediplomskih studija iz neurologije, infektologije, anesteziologije, neurokirurgije i oftalmologije.
Značajno je potpomogao osamostaljivanju Katedri iz farmakologije (uvođenjem vježbi, održavanjem i organizacijom nastave, pomaganjem budućim voditeljima) na novoosnovanim medicinskim fakultetima u Splitu, Osijeku i Mostaru. Kao voditelj Centra za kliničku primjenu neuroznanosti sudjelovao je u organizaciji više međunarodnih ljetnih škola neuroznanosti te je značajno pridonio u formiranju Sveučilišnog doktorskog programa iz neuroznanosti.

### Nastavni tekstovi
1. Trkulja V, Klarica M, Šalković Petrišić M (urednici hrvatskog prijevoda udžbenika „Basic and Clinical Pharmacology” originalnih urednika: Katzung BG, Masters SB, Trevor AJ)  Temeljna i klinička farmakologija. Medicinska naklada, Zagreb, 2020.
2. Klarica M. Prolazak lijekova kroz krvno-moždanu barijeru.  U:  Francetić I, Vitezić D (urednici). Klinička farmakologija. Drugo izdanje. Medicinska naklada, Zagreb, 2014, str. 22-30.
3. Klarica M i Jurjević 1 (prevoditelji): 53. Klinička farmakologija antihelmintika. u Katzung BG, Masters SB, Trevor AJ (ur.)  Trkulja V, Klarica M, Šalković Petrišić M  (urednici hrvatskog izdanja) Temeljna i klinička farmakologija. Medicinska naklada, Zagreb, 2011. str. 923- 933.
4. Klarica M i Jurjević 1 (prevoditelji): 31. Opioidni analgetici I antagonisti. u Katzung BG, Masters SB, Trevor AJ (ur.)  Trkulja V, Klarica M, Šalković Petrišić M  (urednici hrvatskog izdanja) Temeljna i klinička farmakologija. Medicinska naklada, Zagreb, 2011. str. 531-552 .
5. Klarica M i Jurjević 1 (prevoditelji): 121. Uvod u farmakologiju lijekova koji djeluju na SŽS. u Katzung BG, Masters SB, Trevor AJ (ur.)  Trkulja V, Klarica M, Šalković Petrišić M  (urednici hrvatskog izdanja) Temeljna i klinička farmakologija. Medicinska naklada, Zagreb, 2011. str. 357- 369.
6. Klarica M i Jurjević 1 (prevoditelji): 15. Diuretici. u Katzung BG, Masters SB, Trevor AJ (ur.)  Trkulja V, Klarica M, Šalković Petrišić M  (urednici hrvatskog izdanja) Temeljna i klinička farmakologija. Medicinska naklada, Zagreb, 2011. str. 251-270.
7. Klarica M (prevoditelj): 3. Farmakokinetika I farmakodinamika: racionalno doziranje i vremenski slijed učinka lijeka. U Katzung BG, Masters SB, Trevor AJ (ur.) Trkulja V, Klarica M, Šalković Petrišić M  (urednici hrvatskog izdanja) Temeljna i klinička farmakologija. Medicinska naklada, Zagreb, 2011. str. 37-51.
8. Klarica M (prevoditelj). 1.Uvod. u Katzung BG, Masters SB, Trevor AJ (ur.)  Trkulja V, Klarica M, Šalković Petrišić M  (urednici hrvatskog izdanja) Temeljna i klinička farmakologija. Medicinska naklada, Zagreb, 2011. str. 1-13.
9. Trkulja V, Klarica M, Šalković Petrišić M (urednici prvog hrvatskog prijevoda jedanaestog izdanja udžbenika „Basic and Clinical Pharmacology originalnih urednika: Katzung BG, Masters SB, Trevor AJ)  Temeljna i klinička farmakologija. Medicinska naklada, Zagreb, 2011.
10. Geber J, Sikirić P, Klarica M. Diureza. U: Bradamante V, Klarica M, Šalković-Petrišić M (urednici) Farmakološki priručnik. Medicinska naklada, Zagreb, 2008 (drugo izdanje), str. 54-57.
11. Bradamante V, Klarica M, Šalković-Petrišić M (urednici) Farmakološki priručnik. Medicinska naklada, Zagreb, 2008 (drugo izdanje), str. 46-53.
12. Gjuriš V, Klarica M, Sikirić P. 2.5. Akutni utjecaj lijekova na krvni tlak i srce. 2.6. Utjecaj kolinergičkih lijekova na širinu zjenice.2.7. Površinska lokalna anestezija sluznice oka. U: Bradamante V, Klarica M, Šalković-Petrišić M (urednici) Farmakološki priručnik. Medicinska naklada, Zagreb, 2008 (drugo izdanje), str. 46-53.
13. Bulat M, Klarica M. 2.3. Analgetici. 2.4. Neuropshiofarmaci. U: Bradamante V, Klarica M, Šalković-Petrišić M (urednici) Farmakološki priručnik. Medicinska naklada, Zagreb, 2008 (drugo izdanje), str. 40-45.
14. Klarica M. 2.1. Seminarska vježba iz farmakokinetike.U: Bradamante V, Klarica M, Šalković-Petrišić M (urednici) Farmakološki priručnik. Medicinska naklada, Zagreb, 2008 (drugo izdanje), str. 26-35.
15. Bradamante V, Klarica M, Šalković-Petrišić M (urednici) Farmakološki priručnik. Medicinska naklada, Zagreb, 2007 (Prvo izdanje), 2008 (drugo izdanje), str. 1-152.
16. Klarica M (prevoditelj). 23. Bubreg. U:  Rang HP, Dale MM, Ritter JM, Moore PK (ur.) Geber J (ur. hrvatskog izdanja) Farmakologija. Golden marketing-Tehnička knjiga, Zagreb 2006. str. 352-366. (dodiplomska nastava)
17. Klarica M (prevoditelj). 8. Odstranjivanje lijekova i farmakokinetika. U:  Rang HP, Dale MM, Ritter JM, Moore PK (ur.) Geber J (ur. hrvatskog izdanja) Farmakologija. Golden marketing-Tehnička knjiga, Zagreb 2006. str. 106-119. (dodiplomska nastava)
18. Klarica M (prevoditelj).7.Apsorpcija i raspodjela lijekova. U:  Rang HP, Dale MM, Ritter JM, Moore PK (ur.) Geber J (ur. hrvatskog izdanja) Farmakologija. Golden marketing-Tehnička knjiga, Zagreb 2006. str. 91-105. (dodiplomska nastava)
19. Klarica M (prevoditelj). 6. Metode i mjerenja u farmakologiji. U:  Rang HP, Dale MM, Ritter JM, Moore PK (ur.) Geber J (ur. hrvatskog izdanja) Farmakologija. Golden marketing-Tehnička knjiga, Zagreb 2006. str.80-90. (dodiplomska nastava)
20. Klarica M (prevoditelj).5. Stanični mehanizmi: umnožavanje stanica i apoptoza. U:  Rang HP, Dale MM, Ritter JM, Moore PK (ur.) Geber J (ur. hrvatskog izdanja) Farmakologija. Golden marketing-Tehnička knjiga, Zagreb 2006. str. 69-79. (dodiplomska nastava)
21. Klarica M (prevoditelj). 2. Kako djeluju lijekovi: osnovni principi. U:  Rang HP, Dale MM, Ritter JM, Moore PK (ur.) Geber J (ur. hrvatskog izdanja) Farmakologija. Golden marketing-Tehnička knjiga, Zagreb 2006. str. 7-21. (dodiplomska nastava)
22. Klarica M. Voda u kranio-spinalnom prostoru i moždani edem. U: Salihagić A i sur. Tjelesne tekućine, edemi. Medicinska naklada, Zagreb 2003. str. 97-105. (dodiplomska nastava)
23. Klarica M. Kirurški postupci na velikim laboratorijskim životinjama. U: Batinić D. (ur) Metode istraživanja in vitro i in vivo, Medicinska naklada, Zagreb, 2001. str. 22-27. (poslijediplomska nastava)
24. Klarica M. Farmakologija bubrega, tjelesnih tekućina i elektrolita. U: Bulat M, Geber J, Lacković Z (ur). Medicinska farmakologija. Zagreb: Medicinska naklada 1999, str. 277-302. (dodiplomska nastava)
25. Klarica M. Metabolizam i eliminacija lijekova. U: Bulat M, Geber J, Lacković Z (ur). Medicinska farmakologija. Zagreb: Medicinska naklada 1999, str. 25-32. (dodiplomska nastava)
26. Klarica M. Fiziologija cerebrospinalnog likvora i intrakranijski tlak. U: Judaš M, Kostović I (ur.) Temelji neuroznanosti. Zagreb: Medicinski fakultet Sveučilišta u Zagrebu. 1996, str.357-365. (dodiplomska nastava)
27. Klarica M. Regulacija poremećaja sastava tjelesnih tekućina. U: Kunec-Vajić E, Gjuriš V, Bulat M (ur.) Farmakologija za medicinare. Zagreb: Medicinska naklada, 1993, str. 223-233. (dodiplomska nastava)
28. Klarica M. Seminarska vježba: Neuropsihofarmaci. U: Kunec-Vajić E i sur. (ur.) Vježbe iz farmakologije. Zagreb: Biblioteka udžbenici i priručnici Medicinskog fakulteta Sveučilišta u Zagrebu. 1991, str. 45-47. (dodiplomska nastava)

## Znanstvenoistraživački rad
Područje znanstvenoga djelovanja Marijana Klarice temeljna je medicina – neuroznanost i farmakologija, a uže područje rada farmakologija i patofiziologija cerebrospinalnoga likvora i intrakranijskoga tlaka. Iz svojega područja objavio je više od 200 znanstveno-stručnih publikacija, od čega su 65 znanstvena rada u časopisima indeksiranima u podatkovnoj bazi Web od Science (WoS), citirana više od 1140 puta, a h-indeks je 18.
Bio je glavni istraživač na projektu „Patofiziologija cerebrospinalnog likvora i intrakranijskog tlaka” (2002. – 2006.) te na projektu pod istim naslovom financiranim od MZOŠ RH od 2007. do 2014., kao dijelom programa  „Cerebrospinalna patofiziologija i ultrazvuk“ (2007. – 2014.), koji čini 7 projekata, s Marijanom Klaricom na čelu.
Vodio je osam sveučilišnih projekata za 2013., 2014., 2015., 2016.,  2017., 2018., 2019. i 2020. pod nazivom „Patofiziologija cerebrospinalnog likvora i intrakranijskog tlaka” te bio suradnik i voditelj istraživačkog tima na projektu Znanstvenog centra izvrsnosti iz temeljne, translacijske i kliničke neuroznanosti „Istraživanja hipoksično-ishemičnih oštećenja mozga” (2017. – 2021), koji je nakon uspješne evaluacije produžen na idućih pet godina.
Od 2021. do 2023. suradnik je na projektu Hrvatske zaklade za znanost (HRZZ) „Prepoznavanje neurostrukturalnih, neurofunkcionalnih, kognitivnih i bihevioralnih pokazatelja zahvaćenosti mozga u COVID-19 i pokazatelji ishoda tijekom longitudinalnog praćenja“. Izvedeni projekti značajno su utjecali na razvitak znanstvenog područja kojim se Marijan Klarica bavi.
Kao glavni istraživač na dva tehnologijska projekta „Neurokirurška endoskopska kontaktna ultrazvučna sonda – nož” (2002. – 2004.), i „Tehnološki razvoj i izrada prototipa mikrokirurške ultrazvučne sonde-noža“ (2006. – 2007.), financiranih od MZOŠ RH, postigao je značajne rezultate. Izrađena su četiri prototipa novih ultrazvučnih uređaja (NECUP-2 i UMPROMS-1) za primjenu u endoskopskoj neurokirurgiji i različitim mikrokirurškim operacijama.
Član je uredničkih odbora u časopisima Periodicum Biologorum i Translational Neuroscience. Od 2014. do 2015. bio je predsjednik Upravnog odbora časopisa Croatian Medical Journal, osnovanog od strane sva četiri medicinska fakulteta u Republici Hrvatskoj. Više od 50 puta recenzirao je časopise Periodicum Biologorum, Croatian Medical Journal, Journal of Translational Medicine, Progress in Neuro-Psychopharmacology & Biological Psychiatry, Frontiers in Neuroscience, Collegium Antropologicum, Liječnički vjesnik, Experimental Biology and Medicine, Translational Neuroscience, Child's Nervous System.

Čest je gost predavač na većem broju međunarodnih kongresa posvećenih intrakranijskom tlaku, hidrocefalusu, krvno-moždanoj barijeri i neurokirurgiji, a održava i značajan broj gostujućih predavanja u domaćim znanstvenim institucijama te na stručnim skupovima. Napisao je oko 120 kongresnih priopćenja, među kojima je 20 sažetaka objavljeno u časopisima koji indeksiraju u Current Contents (CC) bazi podataka.

### Organizacija znanstvenih i stručnih skupova
Sudjelovao u organizaciji većeg broja znanstvenih i stručnih skupova:

- Član organizacijskog odbora manifestacije “Tjedan mozga” koja se do sada održala 16 puta u RH
- 2021. -  Predsjednik Organizacijskog odbora 8th Croatian Neuroscience Congress, Zagreb
- 2020. - Predsjednik Savjeta i član znanstvenog i organizacijskog odbora međunarodne konferencije: “Better future for healthy ageing”,  Zagreb
- 2019. - Član Organizacijskog odbora Devetog hrvatskog kongresa farmakologije s međunarodnim sudjelovanjem, Zagreb
- 2019. - Organizator i voditelj međunarodnog Simpozija Marin Bulat: Čimbenici koji određuju dinamiku molekula unutar kraniospinalnog sustava, Zagreb
- 2019. - Član organizacijskog odbora 7th Croatian Neuroscience Congress, Zadar
- 2016. - Predsjednik znanstvenog odbora 8th Croatian Congress of Pharmacology with International Participation, i satelitskog Simpozija Marin Bulat, Split
- 2013. - Organizator i voditelj međunarodnog simpozija Marin Bulat: Enigma of CSF dynamics: fate of various substances iside of CSF system, Zagreb
- 2013. -  Član programskog odbora Četvrtog hrvatskog kongresa neuroznanosti, Zagreb
- 2013. - Član Organizacijskog odbora Sedmog hrvatskog kongresa farmakologije s međunarodnim sudjelovanjem, Zagreb
- 2010. - Član znanstvenog odbora Šestog hrvatskog kongresa farmakologije s međunarodnim sudjelovanjem, Opatija
- 2009. - Član organizacijskog odbora AMSE (The Association of Medical School in Europe) Annual Conference, Zagreb
- 2009. - Organizator i suvoditelj simpozija “Approaches in Translational Neuroscience”, Zadar
- 2009. - Član organizacijskog odbora Trećeg hrvatskog kongresa neuroznanosti, Zadar
- 2007. - Predsjednik organizacijskog odbora Petog hrvatskog kongresa farmakologije, Osijek,
- 2007. - Član organizacijskog odbora i rizničar Drugog hrvatskog kongresa neuroznanosti, Zagreb
- 2005. -  Član Organizacijskog odbora IBRO/FENS ljetne škole neuroznanosti Zadar/Zagreb
- 2004. - Organizator i voditelj simpozija.”Current research and therapy of intracranial hypertension” Četvrti hrvatski kongres farmakologije, Split
- 2004. - Član organizacijskog odbora Četvrtog hrvatskog kongresa farmakologije, Split
- 2003. - Član Organizacijskog odbora IBRO/FENS ljetne škole neuroznanosti Dubrovnik/Zagreb
- 2003. - Organizator i voditelj simpozija: “Current research and therapy of hydrocephalus” na Prvom hrvatskom kongresu neuroznanosti, Zagreb
- 2003. -  Član Organizacijskog odbora i rizničar Prvog hrvatskog kongresa neuroznanosti, Zagreb
- 2001. - Suorganizator i suvoditelj simpozija “Regulation of the intracranial pressure” na Trećem hrvatskom kongresu farmakologije, Zagreb
- 2001. - Član Organizacijskog odbora Trećeg hrvatskog kongresa farmakologije, Zagreb
- 1999. - Član Organizacijskog odbora Prve ljetne škole neuroznanosti: “Brain Development, Injury and Repair”, Zagreb, Hrvatski institut za istraživanje mozga
- 1997. - Član Organizacijskog odbora Satelitskog simpozija "Central Nervous System Damage and Repair", Krk
- 1997. - Član Organizacijskog odbora Drugog hrvatskog kongresa farmakologije,  Rijeka
- 1995. - Član Organizacijskog odbora Neurobiološkog simpozija '95, Zagreb
- Suorganizator i suvoditelj simpozija:"Farmakologija u domovinskom ratu" održanog tokom Prvog hrvatskog kongresa farmakologije.
- 1993. - Član Organizacijskog odbora Prvog hrvatskog kongresa farmakologije, Zagreb

### Uredništvo znanstvenih i stručnih časopisa
1. Croatian Medical Journal 2021; vol. 62 (Advances in neurosurgery)
2. Croatian Medical Journal 2014; vol. 55 (Cerebrospinal fluid physiology and movement)
3. Collegium Antropologicum 2011; vol. 35, suppl. 1, pp. 1-353.
4. Collegium Antropologicum 2008; vol. 32, suppl. 1, pp. 1-216.
5. Periodicum Biologorum 2008., vol. 11., No 1., pp. 1-114.
6. Zbornik znanstvenih radova "Pharmacological Communication" (First Croatian Congress of Pharmacology, Zagreb 1993.), x + 239 str

### Uredničke knjige
Urednik 5 knjiga sažetaka:

1. Conference proceedings: “Better future for healthy ageing 2020.” Liječnički vijesnik vol. 142; supl. 1; pp. 1-162, 2020.
2. Abstract Book 3. Croatian Congress of Neuroscience, Zadar, 2009., pp.1-95
3. Periodicum Biologorum (Abstract Book) posvećen Petom hrvatskom kongresu farmakologije:  Period Biol 2007; vol.109 (suppl. 1): 1-171.
4. Neurologia Croatica (Abstract Book) posvećen Drugom hrvatskom kongresu neuroznanosti:  Neurol Croat 2007; 56 (suppl.2): 1-144.
5. Neurologia Croatica (Abstract Book) posvećen Prvom hrvatskom kongresu neuroznanosti: Neurol Croat 2003; 52 (suppl. 4): 1-112.

### Uredništvo i autorstvo monografija
1. Judaš M, Klarica M. Medicina.  U: Polić-Bobić M. Sveučilište u Zagrebu 1669-2019 (monografija), Sceučilište u Zagrebui, Zagreb, 2019, str. 350-356.
2. Klarica M, Judaš M. Medicinski fakultet. U: Polić-Bobić M. Sveučilište u Zagrebu 1669-2019 (monografija), Sceučilište u Zagrebui, Zagreb, 2019, str.210-215.
3. Klarica M. Katedra i Zavod za farmakologiju. U: Marko Pećina i Marijan Klarica (urednici). Medicinski fakultet Sveučilišta u Zagrebu 1917-2017, Zagreb 2017,str. 496-505.
4. Bošnjak D, Klarica M. Ustroj Medicinskog fakulteta Sveučilišta u Zagrebu. U: Marko Pećina i Marijan Klarica (urednici). Medicinski fakultet Sveučilišta u Zagrebu 1917-2017, Zagreb 2017, str. 375-391.
5. Borovečki A, Bradamante V, Klarica M, Jovanov- Milošević N. Bioetički standardi u znanstvenim istraživanjima. U: Marko Pećina i Marijan Klarica (urednici). Medicinski fakultet Sveučilišta u Zagrebu 1917-2017, Zagreb 2017, str. 365-367.
6. Klarica M. Medicinski fakultet-sastavnica Sveučilišta u Zagrebu.  U: Marko Pećina i Marijan Klarica (urednici). Medicinski fakultet Sveučilišta u Zagrebu 1917-2017, Zagreb 2017, str.181-184.
7. Kostović I, Klarica M, Henigsberg N, Judaš M. Doprinos Medicinskog fakulteta rješavanju humanitarne krize tijekom Domovinskog rata. U: Marko Pećina i Marijan Klarica (urednici). Medicinski fakultet Sveučilišta u Zagrebu 1917-2017, Zagreb 2017,str. 170-176.
8. Klarica M. Riječ dekana. U: Marko Pećina i Marijan Klarica (urednici). Medicinski fakultet Sveučilišta u Zagrebu 1917-2017, Zagreb 2017, str. 9-10.
9. Marko Pećina i Marijan Klarica (urednici). Medicinski fakultet Sveučilišta u Zagrebu 1917-2017 (monografija), Zagreb 2017, str. 1-856.

### Recenzije monografija
1. Klarica M (recenzent). Recenzija. U: Biro Š, Hebrang A, Materljan N, Baretić A i sur. HRVATSKI SANITET LIČKE BOJIŠNICE (monografija u tisku). 2020.
2. Klarica M (recenzent). Recenzije. U: Biro Š, Bosanac V, Hebrang A i sur. Vukovarska bolnica 1857-1991-2017 (monografija), Opća županijska bolnica Vukovar i bolnica hrvatskih veterana, Vukovar 2017, str. 519-524.
3. Klarica M (recenzent). Recenzije. U: Andrija Hebrang i sur. Hrvatski sanitet tijekom srpsko-crnogorske agresije na Republiku Hrvatsku 1990. – 1995. (monografija), Medicinska naklada i Udruga hrvatskih liječnika dragovoljaca 1990. – 1991., Vukovar – Zagreb 2015, str. 736-741.

### Znanstveni i stručni članci
1. Orešković D, Radoš M, Klarica M. A contribution to the understanding of ocular and cerebrospinal fluid dynamics in astronauts during long-lasting spaceflight. Croat Med J 62: 420-1, 2021. https://doi.org/10.3325/cmj.2021.62.420
2. Radoš M, Orešković D, Klarica M. The role of mesencephalic aqueduct obstruction in hydrocephalus development: a case report. Croat Med J 62: 411-9, 2021. https://doi.org/10.3325/cmj.2021.62.411
3. Klarica M, Radoš M, Vukić M, Orešković D. The physiology and pathophysiology of cerebrospinal fluid: new evidence. Croat Med J 62: 307-9, 2021. https://doi.org/10.3325/cmj.2021.62.307
4. Radoš M, Živko M, Periša A, Orešković D, Klarica M. No arachnoid granulations-no problems: number, size and distribution of arachnoid granulations from birth to 80 years of age. Front Aging Neurosci 2021; 13: 698865; doi:10.3389/fnagi.2021.698865
5. Jovanović I, Nemir J, Gardijan D, Milošević M, Poljaković Z, Klarica M, Ozretić D, Radoš M. Transient acute hydrocephalus after aneurysmal subarachnoid hemorrhage and aneurysm embolization: a single center experience.  Neuroradiology 2021; doi.org/10.1007/s00234-021-02747-2
6. Kujundžić-Tiljak M, Reiner Ž, Klarica M. Is there a better future of healthy ageing? Croat Med J 61: 75-78, 2020.
7. Kujundžić-Tiljak M, Reiner Ž, Klarica M i sur. Policy Paper for Healthy Ageing – BFHA 2020 Conference. Liječnički vijesnik 142; supl.1: pp. 153-158, 2020.
8. Klarica M, Radoš M, Orešković D. THE MOVEMENT OF CEREBROSPINAL FLUID AND ITS RELATIONSHIP WITH SUBSTANCES BEHAVIOR IN CEREBROSPINAL AND INTERSTITIAL FLUID. Neuroscience 2019; 414: 28-48. 10.1016/ j.neuroscience. 2019. 06. 032
9. Orešković D, Radoš M, Klarica M. Reply to Comment on “Role of Choroid Plexus in Cerebrospinal Fluid Hydrodynamics”. Neuroscience, 380: 165; 2018. DOI: 10.1016/j.neuroscience.2018.02.040
10. Klarica M. The role of the University of Zagreb School of Medicine in the development of education, health care, and science in Croatia. Croat Med J, 59 (5):185-188; 2018. DOI: 10.3325/cmj.2018.59.185
11. Orešković D, Maraković J, Varda R, Radoš M, Jurjević I, Klarica M. New Insight into the Mechanism of Mannitol Effects on Cerebrospinal Fluid Pressure Decrease and Craniospinal Fluid Redistribution. Neuroscience, 392: 164-171; 2018. DOI: 10.1016/j.neuroscience.2018.09.029
12. Orešković D,  Radoš M, Klarica M.  The recent state of a hundred years old classic hypothesis of the cerebrospinal fluid physiology. Croat Med J 58:  381-383, 2017.
13. Orešković D, Radoš M, Klarica M. Role of choroid plexus in cerebrospinal fluid hydrodynamics. Neuroscience 354: 69-87, 2017. doi: 10.1016/ j.neuroscience. 2017. 04.025
14. Orešković D, Radoš M, Klarica M. New Concepts of Cerebrospinal Fluid Physiology and Development of Hydrocephalus. Pediatric Neurosurgery 52: 417-425, 2017; doi: 10.1159/000452169
15. Nikić I, Radoš M, Frobe A, Vukić M, Orešković D, Klarica M. The effects of lumboperitoneal and ventriculoperitoneal shunts on the cranial and spinal cerebrospinal fluid volume in a patient with idiopathic intracranial hypertension. Croatian Med J 57(3): 293-297, 2016.
16. Orešković D, Radoš M, Klarica M.  Cerebrospinaal fluid secretion by the choroid plexus?  Physiological Reviews 96: 1661-1662, 2016.
17. Maraković J, Vukić M, Radoš M, Chudy D, Klarica M, Orešković D.  Monoamine neurotransmitter metabolite concentration as a marker of cerebrospinal fluid volume changes. Acta Neurochirurgica, Suppl 122: 283-286, 2016.
18. Klarica M, Kuzman T, Jurjević I, Radoš M, Tvrdeić A, Orešković D. The effect of body position on intraocular and intracranial pressure in rabbits. Acta Neurochirurgica, Suppl 122: 279-282, 2016.
19. Oreskovic D, Klarica M. The controversy on choroid plexus function in cerebrospinal fluid production in humans: how long could different views be neglected?  Croat Med J 56 (3): 306-310, 2015.
20. Klarica M, Jukić T, Miše B, Kudelić N, Radoš M, Orešković D. Experimental spinal stenosis in cats: new insight in mechanisms of hydrocephalus development. Brain Pathology 2015; doi:10.1111/bpa.12337
21. Darko Orešković, Marijan Klarica. Measurement of Cerebrospinal Fluid Formation and Absorption by Ventriculo-Cisternal Perfusion: What is Really Measured? Croat Med J 55: 317-327, 2014.
22. Radoš M, Orešković D, Radoš M, Jurjević I, Klarica M. Long lasting near-obstruction stenosis of mesencephalic aqueduct without development of hydrocephalus – case report. Croat Med J 55: 394-398, 2014.
23. Radoš M, Klarica M, Mučić-Pucić B, Nikić I, Raguž M, Galowski V, Mandić D, Orešković D. Volumetric analysis of brain parenchyma in a patient with hydranencephaly and macrocephaly – case report. Croat Med J 55: 388-393, 2014.
24. Klarica M, Orešković D.  Enigma of cerebrospinal fluid dynamics. Croat Med J 55: 287-298, 2014.
25. Klarica M, Radoš M, Erceg G, Petošić A, Jurjević I, Orešković D. The influence of body position on cerebrospinal fluid pressure gradient and movement in cats with normal and impaired craniospinal communication. PLoS ONE 2014; 9(4): e95229. doi:1371/journal.pone. 0095229
26. Darko Orešković, Marijan Klarica. A new look at cerebrospinal fluid movement. Fluids and Barriers of the CNS 2014, 11:16
27. Klarica M, Miše B, Vladić A, Radoš M, Orešković D. “Compensated hyperosmolarity” of cerebrospinal fluid and the development of hydrocephalus. Neuroscience 248: 278-289, 2013.
28. Orešković D, Klarica M. Development of hydrocephalus and classical hypothesis of cerebrospinal fluid hydrodynamics: facts and illusions. Progress in Neurobiology 94: 238-258, 2011.
29. Petošić A, Ivančević B, Svilar D, Štimac T, Paladino J, Orešković D, Jurjević I, Klarica M. Methods for measuring acoustic power of an ultrasonic neurosurgical device. Coll Antropol 35: 107-113, 2011.
30. Maraković J, Orešković D, Jurjević I, radoš M, Chudy D, Klarica M. Potential error in ventriculocisternal perfusion method for determination of cerebrospinal fluid formation rate in cats. Coll Antropol 35: 73-77, 2011.
31. Jurjević I, Radoš M, Orešković J, Prijić R, Tvrdeić A, Klarica M. Physical characteristics in the new model of the cerebrospinal fluid system. Coll Antropol 35: 51-56, 2011.
32. Jednačak H, Paladino J, Miklić P, Mrak G, Vukić M, Štimac T, Klarica M. The application of ultrasound in neuroendoscopic procedures: first results with the new tool “NECUP-2” Coll Antropol 35: 45-49, 2011.
33. Bulat M, Klarica M. Recent insights into a new hydrodynamics of the cerebrospinal fluid. Brain Res Rev 65: 99-112, 2011.
34. Maraković J, Orešković D, radoš M, Vukić M, Jurjević I, Chudy D, Klarica M. Effect of osmolarity on CSF volume during ventriculo-aqueductal and ventriculo-cisternal perfusions in cats.Neurosci Lett 484: 93-97, 2010.
35. Orešković D, Klarica M. The formation of cerebrospinal fluid: nearly a hundred years of interpretations and misinterpretations. Brain Res Rev 64: 241-262, 2010.
36. Klarica M, Orešković D, Božić B, Vukić M, Butković V, Bulat M. New experimental model of acute aqueductal blockade in cats: Effects on cerebrospinal fluid pressure and the size of brain ventricles. Neuroscience 158: 1397-1405, 2009.
37. Vladić A, Klarica M, Bulat M. Dynamics of distribution of 3H-inulin between the cerebrospinal fluid compartments. Brain Res 1248: 127-135, 2009.
38. Orešković D, Maraković J, Vukić M, Radoš M, Klarica M. Fluid perfusion as a method of cerebrospinal fluid formation rate - Critical appraisal. Coll Antropol 32: 133-137,2008.
39. Bulat M, Lupret V, Orešković D, Klarica M. Transventricular and transpial absorption of cerebrospinal fluid into cerebral microvessela. Coll Antropol 31: (suppl 3) 43-50,2008.
40. Klarica M. Radoš M, Draganić P, Erceg G, Orešković D, Maraković J, Bulat M. Effect of head position on cerebrospinal fluid pressure in cats: comparison with artificial model. Croat Med J 47: 233-238; 2006.
41. Orešković D, Vukić M, Klarica M, Bulat M. The investigation of cerebrospinal fluid formation by ventriculo-aqueductal perfusion method in cats. Acta Neurochir 95: 433-436; 2005.
42. Klarica M, Varda R, Orešković D, Radoš M, Mandac I, Bulat M. Mechanisms of action of hyperosmolar mannitol in lowering the cerebrospinal fluid pressure. Period Biol 107 (2): 153-156; 2005.
43. Klarica M, Varda R, Vukić M, Orešković D, Radoš M, Bulat M. Spinal contribution to CSF pressure lowering effect of mannitol in cats. Acta Neurochir 95: 407-410; 2005.
44. Bulat M, Klarica M. Fluid filtration and reabsorption across microvascular walls: control by oncotic or osmotic pressure? Period Biol 107 (2): 147-152; 2005.
45. Orešković D, Klarica M, Vukić M, Maraković J. Evaluation of ventriculo-cisternal perfusion model as a method to study cerebrospinal fluid formation. Croat Med J 44 (2): 161-164;  2003.
46. Orešković D, Klarica M, Vukić M. The formation and circulation of cerebrospinal fluid inside the cat brain ventricles: a fact or an illusion. Neuroscience Letters 327: 103-106;  2002.
47. Zmajević M, Klarica M, Varda R, Kudelić N, Bulat M. Elimination of phenolsulfonphthalein from the cerebrospinal fluid via capillaries in central nervous system by active transport. Neuroscience Letters 321: 123-125; 2002.
48. Orešković D, Klarica M, Vukić M. Does the secretion and circulation of the cerebrospinal fluid really exist? Medical Hypotheses 56 (5) 622-624; 2001.
49. Radoš M, Klarica M, Kuzman T, Bolanča I, Draganić P, Orešković D, Bulat M. Head position and cerebrospinal fluid pressure in cats. Period Biol 103 (4): 339-342; 2001.
50. Bulat M, Klarica M. Osmotic control of the intracranial pressure. Period Biol 103 (4):  293-296; 2001.
51. Orešković D, Klarica M, Lupret V, Vukić M. The character of the cerebrospinal fluid production. Neurosci Res Comm 26 (2): 69-76; 2000.
52. Vladić A, Strkić N, Jurčić D, Zmajević M, Klarica M, Bulat M. Homeostatic role of the active transport in elimination of 3H benzylpenicillin out of the cerebrospinal fluid system. Life Sciences 67 (19): 2375-2385;  2000.
53. Klarica M, Mitrović N, Orešković D, Kudelić N, Jukić T, Varda R, Bulat M. Effect of osmolality increase in brain ventricles, subarachnoid space and brain parenchyma on intracranial pressure. Period Biol 100 (2): 217-220; 1998.
54. Bulat M, Klarica M. Pulse pressure in regulation of intracranial fluid volume. Period Biol 100 (2): 141-145; 1998.
55. Nankai M, Klarica M, Fage D, Carter C. The pharmacology of native N-methyl-D-aspartate receptor subtypes: different receptors control the release of different striatal and spinal transmitters. Progress in Neuropsychopharmacology and Biological Psychiatry 22: 35-64;  1998.
56. Nankai M, Klarica M, Fage D, Carter C. Evidence for native NMDA receptor subtype pharmacology as revealed by differential effects on the NMDA-evoked release of striatal neuromodulators: eliprodil, ifenprodil, and other native NMDA receptor subtype selective compounds. Neurochem Int 29 (5): 529-542;  1996.
57. Miše B, Klarica M, Seiwerth S, Bulat M. Experimental hydrocephalus and hydromyelia:  a new insight in mechanism of their development. Acta Neurochirurgica - Wien138: 862-869; 1996
58. Klarica M, Fage D, Carter C. The pharmacology of N-methyl-D-aspartate-evoked 3H noradrenaline release in adult rat spinal cord. Eur J Pharm 308:135-144; 1996.
59. Orešković D, Sanković M, Frobe A, Klarica M. Physiological characteristics of some monoamine metabolites in cat cerebrospinal fluid. Croatica Chemica Acta 68 (3): 511-520;  1995.
60. Strikić N, Klarica M, Vladić A, Bulat M. Effect of active transport on distribution and concentration gradients of 3H-benzylpenicillin in the cerebrospinal fluid. Neuroscience Letters 169: 159-162; 1994.
61. Klarica M, Orešković D, Kalousek M, Hat J, Miše B, Bulat M. Intracranial pressure response to application of hyperosmolal sucrose into cerebrospinal fluid by the microvolume exchange method in dogs. Neurologia Croatica 43 (3): 147-154; 1994.
62. Klarica M, Orešković D, Miše B, Bulat M. The effect of osmolality of cerebrospinal fluid on intracranial pressure in cats. In: Bulat M, Jernej B, Klarica M, Kunec-Vajić E, Lacković Z, Zdilar D (eds.) Pharmacological Communications. Croatian Pharmacological Society, Zagreb,  pp. 154-156; 1993.
63. Klarica M, Gmajnički B, Orešković D, Bulat M. Osmotic force of the CSF and intracranial pressure in health and disease. In: Avezaat CJJ, van Eijndhoven JHM, Maas AIR, Tans JTJ (eds.) Intracranial Pressure VIII. Springer-Verlag, Berlin,  pp. 735-737; 1993.
64. Strikić N, Vladić A, Jurčić D, Klarica M, Bulat M. Role of active transport in distribution of 3H-benzylpenicillin in the CSF system. Iugoslav Physiol Pharmacol Acta 24 (6): 437-438; 1988.
65. Klarica M, Orešković D, Bulat M. Effect of cerebrospinal fluid (CSF) osmolality on the intracranial pressure (ICP). Iugoslav Physiol Pharmacol Acta 24 (6): 189-190; 1988.
66. Lupret V, Orešković D, Klarica M, Bulat M. Half-life and fate of substances in the cerebrospinal fluid. Iugoslav Physiol Pharmacol Acta 21 (4): 169-170; 1985.
67. Orešković D, Witton P, Lupret V, Klarica M, Bulat M. Direction of distribution of substances along cerebrospinal fluid spaces. Iugoslav Physiol Pharmacol Acta 21 (4): 235-236; 1985.
68. Klarica M, Mitrović N, Orešković D, Jeren T, Gmajnički B, Bulat M. Osmolality of cerebrospinal fluid during experimental meningitis and post mortem. Periodicum Biologorum 98 (1): 41-43; 1996.
69. Miše B, Klarica M, Bulat M. Effect of aqueductal stenosis on development of hydrocephalus in cats. Periodicum Biologorum 98 (1): 33-36; 1996.

## Nagrade i priznanja
- 2019.: Nagrada grada Zagreba
- 2014.: Nagrada Hrvatske akademske zajednice (HAZU) za izuzetno znanstveno dostignuće
- 2014.: Posebna nagrada rektora Sveučilišta u Zagrebu za rad u sveučilišnim tijelima
- 2011.: Nagrada za znanstvenu izvrsnost Medicinskog fakulteta Sveučilišta u Zagrebu
- 2011.: Nagrada za najbolji znanstveni rad od ravnatelja Instituta „Ruđer Bošković“
- 2010.: Nagrada za najbolji znanstveni rad od ravnatelja Instituta „Ruđer Bošković“
- 2010.: Državna nagrada za znanost (znanstveno dostignuće iz biomedicinskog područja)

## Odbori i povjerenstva fakulteta i Sveučilišta
- Član Povjerenstva za izradu Strategije za zaštitu i očuvanje zdravlja hrvatskih branitelja i stradalnika Domovinskog rata (2018.)
- Pročelnik Katedre za farmakologiju i predstojnik Zavoda za farmakologiju Medicinskog fakulteta Sveučilišta u Zagrebu (2012. – danas)
- Član Stručnog vijeća i pročelnik Odsjeka za neurofiziologiju na Hrvatskom institutu za istraživanje mozga (2006. – danas)
- Dekan Medicinskog fakulteta Sveučilišta u Zagrebu (2015. – 2021.)
- Član Rektorskog kolegija u širem sastavu (2013. – danas)
- Član Vijeća biomedicinskog područja Sveučilišta u Zagrebu (2009. – danas)
- Član Fonda za razvoj Sveučilišta u Zagrebu (2009. – danas)
- Član Odbora za proračun Sveučilišta u Zagrebu (2009. – danas)
- Član Senata Sveučilišta u Zagrebu (2009. – danas)
- Prodekan za upravu i poslovanje Medicinskog fakulteta (2009. – 2015.)
- Član Etičkog povjerenstva Medicinskog fakulteta (2005. – danas)
- Član je Znanstveno-nastavnog vijeća (2000. – danas)
- Ravnatelj Centra za kliničku primjenu neuroznanost i Medicinskog fakulteta Sveučilišta u Zagrebu (1998. – 2009.)

## Članstva u Upravnim odborima u sustavu zdravstva
U razdoblju od 2005. do 2012. bio je član Upravnog vijeća Hrvatske agencije za lijekove i medicinske proizvode, sa značajnom ulogom oblikovanja Agencije prema EU direktivama i prilagodbi rada u skladu s europskim normama. Tijekom istog razdoblja od 8 godina, bio je član Upravnog Hrvatskog zavoda za toksikologiju, gdje je radio na razvoju i usklađivanju rada Zavoda s europskim direktivama.
Od 2016. do 2020. obnašao je funkciju predsjednika Upravnog vijeća najveće hrvatske bolnice - Kliničkog bolničkog centra Zagreb.

## Članstva i funkcije u domaćim i međunarodnim stručnim društvima
- Predsjednik Hrvatskog društva za neuroznanost (2019.)
- Predsjednik Upravnog vijeća Kliničkog bolničkog centra Zagreb (2016. – 2020.)
- Član Glavnog odbora Hrvatskog liječničkog zbora (2015. – 2021.)
- Član International Cerebrospinal Fluid Dynamics Society (ICFDS) (2015.)
- Počasni član Hrvatskog neurokirurškog društva (2014.)
- Član radne grupe Odjela za razvoj, istraživanje i zdravstvene tehnologije Agencije za kvalitetu i akreditacije u zdravstvu (2010).
- Član International society of hydrocephalus and cerebrospinal fluid disorders (2008.)
- Član Upravnog vijeća Hrvatskog zavoda za toksikologiju  (2005. – 2021.)
- Član Upravnog vijeća Hrvatske agencije za lijekove i medicinske proizvode (2005. – 2021.)
- Predsjednik Hrvatskog društva farmakologa (2004. – 2007.)
- Član Izvršnog odbora Hrvatskog društva farmakologa (2001. – 2004.)
- Član Hrvatskih društava za neuroznanost FENS-u (Europska federacija društava za neuroznanost) i IBRO-u (Međunarodna organizacija za istraživanje mozga) (2001. – danas)
- Član Hrvatskog društva fiziologa (2000. – danas)
- Član međunarodnih asocijacija farmakologa IUPHAR-u i EPHAR-u (1995.)
- Član Hrvatskog društva za znanost o laboratorijskim životinjama (1994. – danas)
- Član Izvršnog odbora Hrvatskog društva farmakologa (1992. – 1998.)
- Član Hrvatskog društva farmakologa (1985. – danas)